# Madonna del Latte (Previtali Accademia Carrara)
La Madonna del latte è un dipinto olio su tavola di Andrea Previtali conservato presso la pinacoteca dell'Accademia Carrara di Bergamo. La tavola è firmata ANDREAS.BER.PIN. Il dipinto numero inventario 81LC00171 non è esposto.

## Storia e descrizione
Il dipinto di piccole misure è sicuramente un'opera destinata alla devozione privata. Il Previtali ne aveva realizzato uno studio precedente quando era ancora attivo a Venezia forse ancora nella bottega del Bellini, e conservato nella pinacoteca del Museo Adriano Bernareggi. La tavola proviene dal fondo Lochis ed è stata realizzata nel decennio 1510-1520.
Raffigura la Madonna che tiene tra le braccia il bambino Gesù, ancora neonato. Il suo sguardo però è trasognato, il suo pensiero è lontano, premonitore, sembra già prevedere quella che sarà la vita e il martirio del figlio che tiene tra le braccia. La Vergine sorregge il capo riccioluto dell'infante con la mano sinistra mentre con la destra ne copre i piedi con un lenzuolo. Quel lenzuolo che nell'immaginario sarà il sudario che avvolgerà il corpo del figlio morto.
Il Bambino ha smesso di succhiare dal seno materno che tiene tenuto con la mano sinistra ma volge il capo a sinistra. I personaggi sono posti in un ambiente colmo di vegetazione, mentre sul lato sinistro della tela sono raffigurati una città circondata dalle mura, un fiume che scorre verso valle, e cime di montagne innevate, forse il paesaggio della valle di Bergamo che all'artista aveva dato i natali.  Il manto che avvolge la madre di colore blu sta a indicare  la sua purezza, la sua appartenenza al mondo divino, mentre l'abito rosso raffigura il dolore, la sofferenza che dovrà accogliere nella sua vita, sofferenza che aveva accettato già al momento dell'annuncio.